# Cymothoe sassiana
Cymothoe sassiana är en fjärilsart som beskrevs av Henri Schouteden 1912. Cymothoe sassiana ingår i släktet Cymothoe och familjen praktfjärilar. Inga underarter finns listade i Catalogue of Life.